# 潘家慶
潘家慶（1935年11月21日—2022年5月15日），台灣傳播學者，為政治大學廣播電視系創系系主任，並曾任政大傳播學院院長，於政大任教40年。2022年，於新店因病逝世。

## 生平
潘家慶曾就讀宜蘭中學，大學聯招時潘家慶的第一志願為師大教育系的公費生，卻沒想到上了第二志願政大教育系，成為政大在台復校後首屆的學生。當時，政大只有五個系，大一二不分系，全校兩百人都修共同的科目，後來潘家慶轉至新聞系（新聞系第19屆）。
1961年，潘家慶返回母校任教，負責校內實習報紙《學生新聞》（《大學報》前身），1969年潘家慶赴美留學，至美國明尼蘇達大學攻取新聞與傳播碩士。
1972年，潘家慶從美國回來，開設「現代文選」一門課，課程內容已涉及環保知識的學習、要求學生從事田野調查。
1988年，潘家慶接任廣電系創系第一任系主任，課程安排偏重大一大二人文社會基礎課程，要求學生必須修滿外系二十個學分。潘嘉慶對於廣電人才的培育著重「寫作能力」，期盼學生言之有物。1990年獲政大校方及教育部頒發「教學特優教師」殊榮。
潘家慶前後在政大任教40年，於2001年退休。潘家慶執教期間，教育英才無數，政大前校長鄭瑞城、新聞系陳世敏教授、藝人陶晶瑩、作家何穎怡等人都曾受教於潘家慶。退休後，曾在世新大學兼課。

## 著作

### 個人著作
- 新聞媒介・社會責任，台北市 : 台灣商務，1984，ISBN 9570506075
- 傳播與國家發展，台北：國科會，1985
- 滴水集，台北縣中和市 : 帕米爾書店，1985
- 發展中的傳播媒介，台北： 帕米爾，1987
- 媒介理論與現實，台北：天下文化，1991，ISBN 957621128X
- 傳播、媒介與社會，台北：臺灣商務印書館，1981
- 媒介、歷史與社會，台北：五南，2004，ISBN 9571136689

### 計畫、研究報告
- 潘家慶主持，廿一世紀傳播核心課程前程規畫方案成果報告，台北市 : 國立政治大學傳播學院，1994
- 潘家慶主持，臺灣地區大眾傳播與議題設定之研究，臺北市 : 行政院國家科學委員會科資中心，1992
- 潘家慶主持，大陸新聞學的發展與評估，台北市 : 行政院國科會科資中心，1996
- 潘家慶主持，臺灣傳播問題的生產與消費層面 : 消費、閱聽人 ，台北市 : 政治大學，1995
- 潘家慶主持，台灣地區民眾傳播行為研究(1986)，臺北市 : 行政院國家科學委員會科資中心，1986
- 潘家慶等主持，全國廣播電視會議. 第一屆 : 迎接廣電新紀元會議實錄，台北市 : 行政院新聞局，1999
- 潘家慶等研究，國內媒體自我審查及自我評鑑現況調查，臺北市 : 新評會，1994
- 潘家慶計畫主持，大陸都會地區之臺灣流行音樂發展現況研究，台北市 : 海基會，1994
- 潘家慶計畫主持 ; 王石番,謝瀛春,鄭自隆協同研究，台灣地區民眾傳播行為研究(1993)，台北市 : 國立政治大學新聞研究所，1995